# Laothoe depupillatus
Laothoe depupillatus är en fjärilsart som beskrevs av Silbernagel. 1943. Laothoe depupillatus ingår i släktet Laothoe och familjen svärmare. Inga underarter finns listade i Catalogue of Life.